# Укереве
Укере́ве — найбільший острів на озері Вікторія (належить Танзанії); заразом найбільший внутрішньоматериковий острів Африки з площею близько 530 км².
Розташований у районі Укереве (регіон Мванза) на відстані 45 км (25 морських міль / 3½ години) північніше міста Мванзи, з яким сполучений поромом.
Берегова лінія острову зрізана численними гаваннями, він оточений щонайменше 12-ма меншими острівцями. Найбільше поселення-комуна — Нансіо.
Укереве відомий тим, що чимало його жителів мають альбінізм, причому багато хто з них був відвезений і залишений тут батьками ще в дитинстві. Попри те, що відсоток людей з альбінізмом на Укереве є значним, як і повсюдно в Африці, вони нерідко піддаються гонінням. На острові проживають представники етнічної групи кереве.

## Галерея

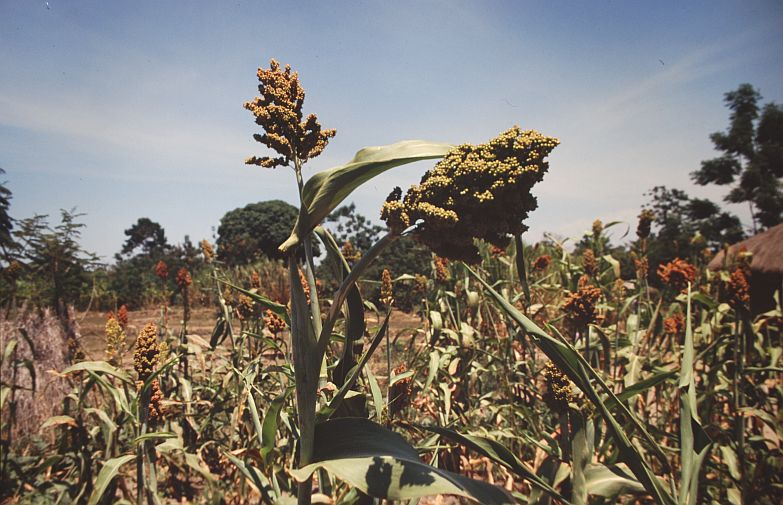
Поля з сорго на Укереве
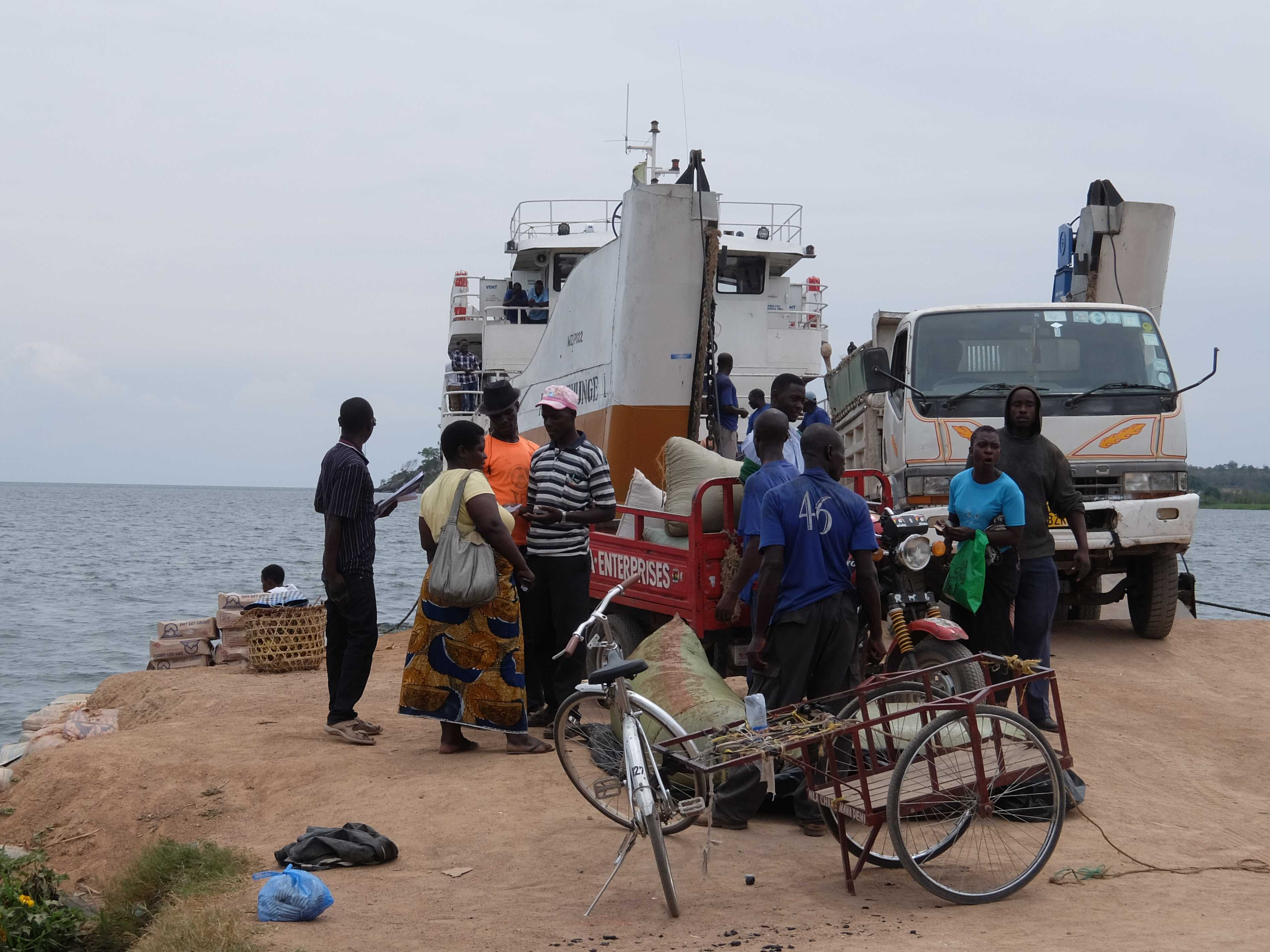
Пором, що курсує між Укереве і Мванзою покидає причал у Нансіо